# Anna Louise Strong

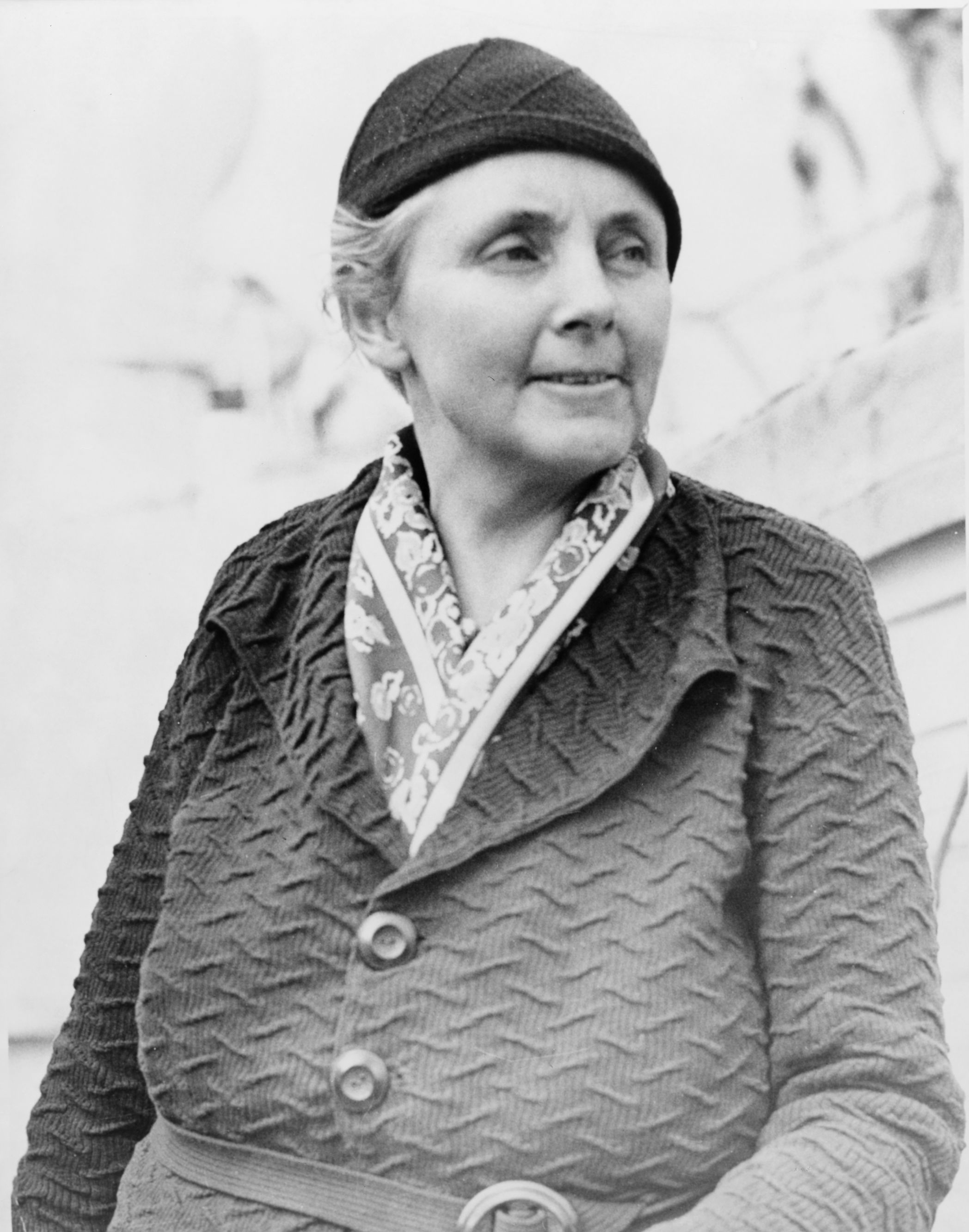
Anna Louise Strong

Anna Louise Strong (geboren am 24. November 1885 in Friend, Nebraska; gestorben am 29. März 1970 in Peking) war eine US-amerikanische Journalistin und Autorin, die vor allem über die Sowjetunion und die Republik China sowie die Volksrepublik China berichtete.

## Biografie
Anna Louise Strong studierte am Bryn Mawr College, am Oberlin College und erreichte mit 23 Jahren ein Doktorat an der University of Chicago. Sie hielt Vorträge für eine staatliche Organisation der Kinderwohlfahrt und reiste durch die USA. Im Mai 1914 hatte sie in Seattle täglich über 6000 Zuhörer und am 31. Mai 40.000. Mit 30 Jahren kehrte sie nach Seattle zurück und lebte mit ihrem Vater zusammen. Sie wurde Sozialistin und organisierte Sommerlager.
Im Jahr 1916 kandidierte Anna Louise Strong für die Schulaufsichtsbehörde von Seattle und wurde dabei von Frauen- und Gewerkschaftsgruppen unterstützt. Sie war die einzige Frau in dem Gremium und erklärte, dass die öffentlichen Schulen soziale Dienstleistungen für Kinder aus armen Familien anbieten sollten.
Im gleichen Jahr fand das Massaker von Everett statt. An diesem „Blutsonntag“, dem 5. November, wurden mindestens fünf streikende Arbeiter der Industrial Workers of the World getötet und 27 verletzt. Anna Louise Strong arbeitete als freie Korrespondentin für die New York Evening Post. Zunächst sah sie sich als unbeteiligte Beobachterin, doch bald stellte sie sich auf die Seite der Arbeiter.
Anna Louise Strong war Pazifistin, und als die USA 1917 in den Ersten Weltkrieg eintraten, sprach sie sich gegen die Wehrpflicht aus und unterstützte IWW-Aktivisten, die verhaftet wurden, darunter eine Stenotypistin, die Flugschriften verschickt hatte, die zur Wehrdienstverweigerung aufriefen.
Anna Louise Strong wurde als „unpatriotisch“ bezeichnet und von ihrem Posten bei der Schulaufsichtsbehörde abgesetzt. Sie arbeitete nun offen für linke Zeitungen.
Im Jahr 1921 reiste Anna Louise Strong im Auftrag der Quäker-Organisation American Friends Service Committee nach Polen und Russland, wo sie Michail M. Borodin kennenlernte und mit einer Gruppe sowjetischer Kommunisten nach Zentralasien reiste. Ein Jahr später berichtete sie für die Nachrichtenagentur International News Service. Ihr Buch The First Time in History erhielt ein Vorwort von Leo Trotzki.
Ende der 1920er-Jahre reiste Anna Louise Strong nach China und lernte Song Qingling, Eugene Chen (Chén Yǒurén 陳友仁) und Zhou Enlai kennen.
Nach ihrer Rückkehr nach Moskau im Jahr 1930 war sie an der Gründung der ersten englischsprachigen Zeitung Russlands, Moscow News, beteiligt und arbeitete mit Herbert Marshall und Jack Chen zusammen. In den 30er-Jahren heiratete sie Joel Shubin und reiste in die USA, nach Spanien und China. Sie schrieb für The Atlantic Monthly, Harper’s, The Nation und Asia. Später begleitete sie die Rote Armee auf ihrem Vormarsch durch Polen.
Im August 1946 reiste Anna Louise Strong zum sechsten Mal in China und verbrachte den folgenden Winter in Yan’an.
Mitte Februar 1949 wurde Anna Louise Strong in Moskau verhaftet und der Spionage beschuldigt und eine Woche später über Polen ausgewiesen. Stalin veranlasste über Mikojan auch die Verhaftung von Sidney Rittenberg in Peking. Rittenberg war ihr Dolmetscher in Yan’an gewesen. Sie kehrte in die USA zurück und hatte zunächst Schwierigkeiten, einen Reisepass zu erhalten.
Sie übersiedelte nach China, wo sie sich niederließ, und u. a. als erste Amerikanerin Tibet besuchte. Sie verfasste zahlreiche weitere Bücher und lebte bis zu ihrem Tod in Peking.

## Werke

### Monografien
- Storm Songs and Fables. Langston, Chicago 1904
- Songs of Oberlin. 1905. Neuauflage: Oberlin College Conservatory Library, Oberlin 1983, ISBN 096114341X, ISBN 0961143401.
- The Song of the City. A collection of verses originally published in the Advance, the Chicago Record-Herald, and the Chicago Evening Post, together with a few additions. Oak Leaves, Oak Park 1906.
- Bible Hero Classics. Hope, Chicago 1906
- The King’s Palace. Oak Leaves, Oak Park 1908
- Dissertation an der University of Chicago: The Psychology of Prayer from the Standpoint of Social Psychology. University of Chicago Press, 1909.
- mit Sydney Strong: Biographical studies in the Bible in the text of the American revised Bible. Pilgrim Press, Boston 1912.
- Child-welfare exhibits: types and preparation. United States Government Printing Office, Washington 1915.
- Industriebilder aus Sowjet-Rußland. Preussische Jahrbücher, 1923.
- The First Time in History. Two Years of Russia’s New Life. Boni & Liveright, 1924; britische Ausgabe: Labour Publishing Company, London 1924.
- Children of Revolution. Story of the John Reed Children’s Colony on the Volga, Which Is as Well a Story of the Whole Great Structure of Russia. Piggott Printing, Seattle 1925; Neuauflage: Kessinger Publishing. 2007, ISBN 143258068X.
- How business is carried out in Soviet Russia. Haldeman-Julius, Girard 1927。
- How the communists rule Russia. Haldeman-Julius, Girard 1927; Neuauflage: Kessinger Publishing 2007, ISBN 143258569X.
- Marriage and morals in Soviet Russia. Haldeman-Julius, Girard 1927.
- Peasant life in Soviet Russia. Haldeman-Julius, Girard 1927.
- Workers’ life in Soviet Russia. Haldeman-Julius, Girard 1927.
- New lives for old in today’s Russia. What has happened to the common folk of the Soviet Republic. Haldeman-Julius, Girard 1928.
- Was Lenin a great man? Haldeman-Julius, Girard 1928.
- China’s Millions. V. Gollancz, 1926; Neuauflagen: Coward-McCann, 1928; Knight, 1937 und 1936; New World, Beijing 1965; Ayer 1977, ISBN 0836971701; chinesische Übersetzung von 王鹿鹿 u. a.: 《千千万万中国人：1927年中国中部的革命》, 中国社会科学出版社, Beijing 1985.
- Китай в огне. Государственное издательство, Moskau/Leningrad 1929.
- Red star in Samarkand. Coward-McCann, 1929; Neuauflage: Williams & Norgate, 1930.
- China-Reise. Mit Borodin durch China und die Mongolei. Übersetzung von Lucie Hecht. Neuer Deutscher Verlag, Berlin 1928; Neuauflage: Universum, 1930.
- Modern Farming—Soviet Style. International Pamphlets, New York 1930.
- The Soviets Conquer Wheat: The Drama of Collective Farming. Holt, 1931.
- The Road to the Grey Pamir. Little, Brown and Co., Boston 1931.
- Dictatorship and democracy in the Soviet Union. International Pamphlets, New York 1934.
- I Change Worlds: The Remaking of an American. Holt, New York 1935; Co-operative Publishing Society of Foreign Workers in the U.S.S.R., Moskau 1935; Neuauflage: (mit einem Vorwort von Barbara Wilson) Seal Press 1980, ISBN 0931188059; portugiesische Übersetzung: Entre dois mundos. Information/Calvino, Rio de Janeiro 1945
- This Soviet World. Holt 1936.
- The new soviet constitution: A study in socialist democracy. Holt 1937.
- Spain in Arms, 1937. Holt 1937.
- One-Fifth of Mankind. Modern Age Books, New York 1938; chinesische Übersetzung von 伍友文: 《为自由而战的中国》, 棠棣社, Shanghai 1939.
- China Fights for Freedom. L. Drummond, 1939
- My Native Land. Viking, New York 1940.
- The Soviets Expected It. Dial, New York 1941; spanische Übersetzungen: Rusia en la paz y en la guerra. Editorial Séneca, Mexiko-Stadt 1942; Los soviets estaban praparados. Páginas, Havanna 1942; portugiesische Übersetzung: A Russia na paz e na guerra. Information/Calvino, Rio de Janeiro 1945.
- The New Lithuania. Workers’ Library, New York 1941.
- Lithuania’s New Way. Lawrence & Wishart, London 1941; russische Übersetzung von С.Т. Калтахчян, Л.В. Метелица, В.В. Гущин: Новый путь Литвы. Политиздат, Moskau 1990, ISBN 5250014224.
- The Kuomintang-communist crisis in China: a first-hand account of one of the most critical periods in Far Eastern history. New York 1941.
- China’s new crisis. Fore, London 1942.
- Wild River. Little, Brown and Co., New York 1943.
- The Russians are people. Cobbett, London 1943.
- Peoples of the USSR. Macmillan, 1944.
- Soviet Farmers. National Council of American-Soviet Friendship, 1944.
- Inside Liberated Poland. National Council of American-Soviet Friendship, 1945.
- I saw the New Poland. Little, Brown and Company 1946; Neuauflage 2007, ISBN 1406720569; chinesische Übersetzung von 李亚: 《新波兰游记》, 东北书店1947; chinesische Übersetzung von 李棣华: 《我所见的新波兰》, 华北新华书店, Shexian 涉县 1947.
- Tomorrow’s China. Committee for a Democratic Far Eastern Policy, 1948.
- In North Korea. First Eye-Witness Report. Soviet Russia Today, New York 1949.
- The Chinese Conquer China. Doubleday, 1949; chinesische Übersetzung von 刘维宁: 《中国人征服中国》, 北京出版社, Beijing 1984.
- The Stalin Era. Today’s Press, Altadena 1956; Neuauflage: Mainstream, New York 1957; chinesische Übersetzung von 石人: 《斯大林时代》, 世界知识出版社, Beijing 1957. (PDF-Datei)
- The rise of the Chinese people’s communes. New World, Beijing 1959.
- Tibetan Interviews. New World, Beijing 1959; deutsche Übersetzung von Senta Lewin: Tibetische Interviews. Neue Welt, Beijing 1961.
- When Serfs Stood Up in Tibet. New World, Beijing 1960; Neuauflage Red Sun, 1976, ISBN 0918302005; deutsche Übersetzung: Entschleiertes Tibet. Rütten & Loening, Berlin 1961.
- Cash and violence in Laos and Vietnam
- Cash and violence in Laos. New World, Beijing 1961.
- Cash and Violence in Laos and Viet Nam. Mainstream, New York 1962.
- Is the Soviet Union turning from world brotherhood to imperialism?
- China’s Fight for Grain: Three Dates from a Diary in Late 1962. New World, Beijing 1963.
- Letters from China. New World, Beijing 1963; deutsche Übersetzung: Briefe aus China. 3 Bände, Neue Welt, Beijing 1965–1966.
- Why I came to China at the age of 72 / 我为什么在七十二岁的时候来到中国 (zweisprachige Ausgabe, chinesische Übersetzung von 卫平 und 孙瑞禾), 商务印书馆, Beijing 1965.
- The Rise of the Chinese People’s communes: And Six Years After. Deutsche Übersetzung von Alexander Kokoreff: Aufstieg der Volkskommunen in China, und sechs Jahre danach. Neue Welt, Beijing 1966.

- 《斯特朗文集》, 新华出版社 Beijing 1988, Bd. 1, ISBN 7-5011-0107-8 / ISBN 7-5011-0103-5; Bd. 2, ISBN 7-5011-0105-1 / ISBN 7-5011-0106-X; Bd. 3, ISBN 7-5011-0107-8.
- 《安娜•路易斯•斯特朗回忆录: 俄国人1949年为什么逮捕我？它可能与中国的关系》, Übersetzung von 陈裕年, 三联书店, Beijing 1982.

- mit Sydney Strong: The Story of Samson – Deborah; Jephthah – Gideon
- mit Sydney Strong: The Story of Daniel
- New lives for old in today’s Russia: What has happened to the common folk of the Soviet Republic
- From Stalingrad to Kuzbas: Sketches of the socialist construction in the USSR
- Some background on United States in Vietnam and Laos: Excerpts from Letter from China
- The Soviet Union and World Peace
- On the eve of Home Rule: Snapshots of Ireland in the momentous summer of 1914
- The Hungarian Tragedy
- Man’s New Crusade
- The Thought of Mao Tse-Tung. Chinesische Übersetzung von 孟展: 《毛泽东的思想》, 中国出版社, Hankou 1947.
- Was Lenin a Great Man? What Was the Secret of His Influence Felt to the Ends of the Earth?
- Dictatorship and Democracy in the Soviet Union
- China’s New Crisis
- Dawn Comes Up Like Thunder Out of China: An Intimate Account of the Liberated Areas in China

### Übersetzungen
- Y. A. Yakovlev: Red villages. the five year plan in Soviet agriculture. International Publishers, New York 1931.

### Artikel
- No One Knows Where. 1919
- Stalin ‘The Voice of the Party’ Breaks Trotsky. The Rubber-Stamp Secretary Versus the Fiery Idealist. Sidelights on the Russian Revolution. 1925
- Talk With Mao, August 1946. In: Selected Works of Mao Tse-Tung. Band IV. Foreign Languages Press, Beijing 1969.
- Letter to Susan Talmadge Detweiler. 1952.
- Литва присоединяется к СССР (Журнал «Золотой Лев» № 63–64).
- The Terrorists’ Trial. In: Soviet Russia Today. 5.8, 1936 (über die Moskauer Prozesse – PDF; 24 kB)

## Ehrung
Louise Strong ist von der kommunistischen Partei Chinas als Alte Freundin des chinesischen Volkes bezeichnet worden.